# Список умерших в 675 году

## Август
- 18 августа — Иоанн V — патриарх Константинопольский (669—674).

## Дата смерти неизвестна или требует уточнения
- Абдуррахман ибн Абу Бакр, арабский мусульманский военачальник.
- Билихильда — жена короля франков Хильдерика II.
- Вульфхер — король Мерсии (658—675).
- Гектор — префект и патриций, правитель Прованса (673—675).
- Кенн Фаэлад — король Бреги и верховный король Ирландии (671—675).
- Леудезий — майордом Нейстрии (675).
- Пребонд, правитель славянского племени ринхинов в Македонии.
- Саад ибн Абу Ваккас — сподвижник пророка Мухаммеда.
- Фарон, французский святой, епископ Мо.
- Хильдерик II — король Австразии (662—675).